# Milan Ćirković
Milan M. Ćirković (né le 11 mars 1971 à Belgrade) est un astronome, astrophysicien, philosophe et auteur de livres scientifiques serbe,,. Il a travaillé dans les domaines de l'astrobiologie, des risques de catastrophe planétaire et de l'avenir de l'humanité où il a également co-écrit avec Nick Bostrom. L'un des axes de son travail est le paradoxe de Fermi, pour lequel il a analysé les solutions existantes et en a proposé de nouvelles,,.